# Murad Hajdarau
Murad Zajrudinowicz Hajdarau (białorus. Мурад Зайрудіновіч Гайдараў, ros. Мурад Зайрудинович Гайдаров; ur. 13 lutego 1980 w Chasawiurcie) – rosyjski, azerski, a od 2001 roku białoruski zapaśnik w stylu wolnym, srebrny medalista olimpijski, wicemistrz świata, trzykrotny wicemistrz Europy.
Srebrny medalista igrzysk olimpijskich w Pekinie w 2008 roku w kategorii do 74 kg. 
Na igrzyskach w Atenach 2004, został zdyskwalifikowany za niesportowe zachowanie, po ćwierćfinałowej walce z Buwajsarem Sajtijewem.
Srebrny medalista mistrzostw świata w 2003 roku w kategorii do 74 kg. Czterokrotny wicemistrz Europy (2002, 2004, 2008, 2014) i dwukrotny brązowy medalista mistrzostw w 2003 i 2009. Pierwszy w Pucharze Świata w 2010; dwunasty i piętnasty w 2013. Akademicki MŚ w 2004. Mistrz Europy i trzeci na MŚ juniorów w 2000 roku.